# 稲垣長賢

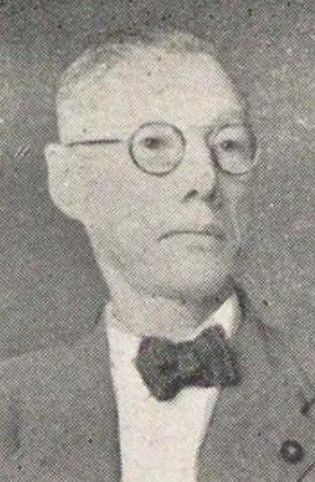
稲垣長賢

稲垣 長賢（いながき ながかた、1899年（明治32年）7月18日 - 1982年（昭和57年）3月12日）は、大正から昭和期の農林技官、政治家、華族。貴族院子爵議員。

## 経歴
旧志摩鳥羽藩主家当主・稲垣長昌の長男として生まれる。父の死去に伴い、1940年（昭和15年）12月28日、子爵を襲爵した。
1924年（大正13年）東京農業大学本科を卒業。同年、農林省畜産試験場助手に就任。以後、山形県農林技手、農林省嘱託、帝国畜産会理事などを務めた。
1943年（昭和18年）1月9日、貴族院子爵議員補欠選挙で当選。研究会に所属し調査部第五部理事を務め、1947年（昭和22年）5月2日の貴族院廃止まで在任した。
その他、養鶏組合中央会技師に就任し、以後、同会の奨励部長、出版部長、検査部長、事業部長、同会理事などを務めた。

## 親族
- 先妻：順子（おさこ、芝山家13代当主芝山孝豊長女）[1]
- 後妻：和子（かずこ、武田留五郎長女）[1]
- 長男：長克[1]
- 母方祖父：稲垣長敬